# ویگره (شهرستان سوواوکی)
ویگره (به لاتین: Wigry) یک روستا در لهستان است که در گمینا سوواوکی واقع شده‌است. ویگره ۳۰ نفر جمعیت دارد.